# Mortal Kombat vs. DC Universe
Mortal Kombat vs. DC Universe (comúnmente abreviado MK vs. DC) es un videojuego de peleas que junta las franquicias de Mortal Kombat y DC Comics, fue desarrollado por Midway Games —siendo este su último proyecto, ya que la compañía entró en bancarrota poco después— y por Warner Bros. Interactive. Es el primer título de la franquicia Mortal Kombat que solo se encuentra disponible para consolas de séptima generación. Salió a la venta 16 de noviembre de 2008 para las plataformas de Xbox 360 y PlayStation 3, posee dos bandos con 11 personajes cada uno, 22 en total.
La historia estuvo a cargo de Jimmy Palmiotti y Justin Gray y tiene lugar cuando Raiden y Superman mezclaron sus universos tras atacar simultáneamente a sus enemigos, Shao Kahn y Darkseid respectivamente; al mismo tiempo estos dos villanos también se fusionan y dan como resultado a Dark Kahn, cuya mera existencia hace que la continuación de la fusión de los universos resulte la destrucción de ambos. El juego posee el motor Unreal Engine 3. La mayoría de los encuestados coincidieron en que MK vs DC fue entretenido e hizo buen uso de su licencia con DC Comics, aunque se criticó la falta de características desbloqueables, pocos modos de juego y carencia de movimientos finales.
Mortal Kombat vs. DC Universe recibió críticas mixtas y positivas. La mayoría de los críticos coincidieron en que el juego era entretenido y hacía un buen uso de la licencia de DC Universe, pero su falta de características desbloqueables en comparación con las entregas anteriores de Mortal Kombat y los movimientos finales atenuados generaron algunas críticas. El juego fue seguido por un reinicio de Mortal Kombat en 2011 y por Injustice: Gods Among Us en 2013.

## Modo de juego
El sistema de juego cuenta con un modo historia dividido en un bando de Mortal Kombat y otro del Universo DC. El primero cuenta con siete capítulos y el segundo con ocho, los cuales están protagonizados por sus personajes más populares. También se incorpora el Desafío Kombo que consiste en realizar diez complicados combos. El modo Arcade también está presente en MK vs. DC, este modo de juego consiste en diez peleas contra varios personajes del juego y una contra Dark Kahn.
Al igual que en otros títulos de Mortal Kombat, el jugador deberá realizar cierta combinación de botones para realizar un ataque especial; se incorporan dos minijuegos durante el combate, el Kombate en caída libre y el Kombate Cerrado, que se activaran automáticamente después de lanzar al oponente a un nivel más bajo de la arena; que como indica su nombre está relacionado con caídas libres. Tiene mucho que ver con la interactividad del escenario, ya que habrá zonas donde se permita este estilo de combate. Éste consiste en lanzar al rival a otra parte (nivel) del escenario. De igual forma el rival puede enfrentarse a esas agresiones y contraatacar, y en el segundo, uno de los luchadores tomará la iniciativa en el combate, mientras el oponente se dedica a defenderse. En este modo los ataques consistirán en agarres y golpes donde el rival podrá defenderse con movimientos para contrarrestarlos.
Un nuevo factor durante el combate es la Rage que se rige por un medidor de ira colocado debajo del medidor de salud del jugador, que se llena progresivamente cada vez que el jugador sufre daños o ataques. Una vez que el medidor está completamente lleno, la Rage puede ser activada, esto provoca que los ataques sean aún más fuertes, la única desventaja es que dura unos segundos. A excepción de Shao Kahn y Darkseid todos los personajes de MK y los villanos de DC pueden realizar fatalitys, los superhéroes realizan un Heroic Brutality que es básicamente lo mismo que un fatality.

## Argumento

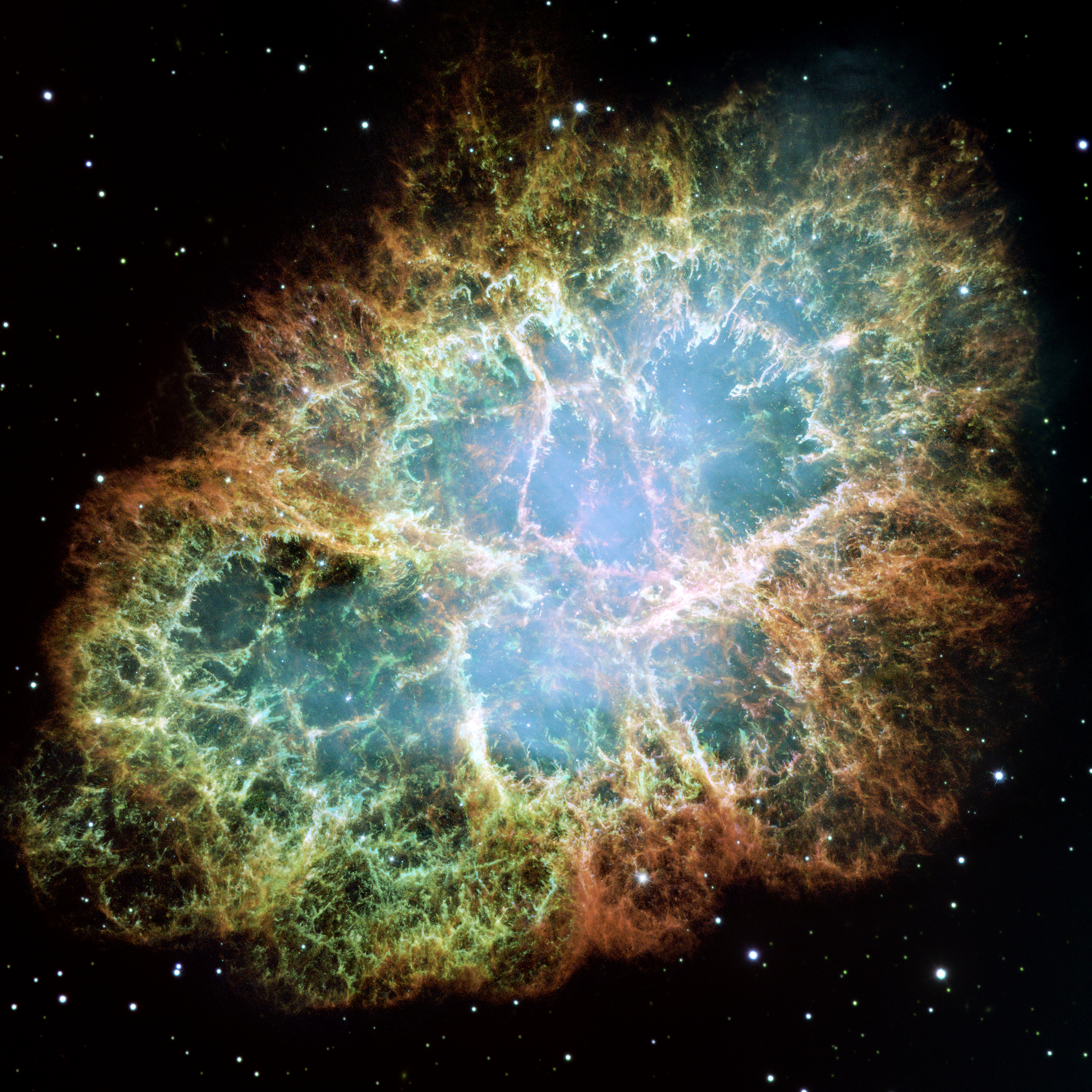
En el juego los dos universos se fusionan y dan como resultado una batalla entre personajes de DC y Mortal Kombat.

Mortal Kombat vs. DC Universe no sigue la cronología de otras entregas de Mortal Kombat. El escritor de la trama Jimmy Palmiotti dijo que más bien era una continuidad de los cómics de DC.

### Mortal Kombat
Shao Kahn trata de invadir la Tierra pero en el intento es atacado y derrotado por Raiden, posteriormente Kahn intenta huir por medio de un portal, al ver esto Raiden envía un relámpago hacia el portal en un intento de vencer a su enemigo, sin embargo, Raiden no lo venció sino que se fusiona con el alienígena Darkseid.
Mientras tanto, Liu Kang, Sonya Blade y Jax empiezan a sentir un enorme deseo de ira. El guerrero Lin Kuei Sub-Zero acude a Raiden para encontrar una solución al problema, pero este último se niega a ayudarlo pensando que es una emboscada de la tribu Lin Kuei. Ambos se enfrentan en una batalla donde el ninja resulta ganador, este último le explica que no quiere luchar, sino que busca respuestas sobre la ira que sentían sus compañeros. Raiden le confesó que desde su pelea con Kahn habían sucedido eventos extraños, como la fusión de dos mundos totalmente diferentes, y que tal vez Scorpion conoce más sobre esos acontecimientos.
Posteriormente Sub-Zero es enviado al lugar donde se encuentra Scorpion (Gotham City) ahí sigue el rastro de este último pero se enfrenta a dos nativos (Deathstroke y Batman) tras derrotarlos el mismo Scorpion lo lleva a NetherRealm donde Quan Chi le dice que la razón de esos acontecimientos es una criatura muy poderosa, cuya mera existencia causaría la destrucción de todos los universos. Sub-Zero va con Raiden a contarle del problema, mientras tanto Quan Chi manda a Scorpion a buscar a la princesa Kitana ya que ella vio a la criatura en persona, posteriormente Quan chi lo envía al último lugar donde había sido vista, durante la búsqueda Scorpion se enfrenta a Superman y a Wonder Woman el primero es derrotado con facilidad. previamente Quan Chi había protegido a su guerrero. Finalmente Scorpion encuentra a Kitana y la lleva con Quan Chi.
Quan Chi envía a sus guerreros y a Kitana, con Raiden para que esta les cuente que es lo que vio, ella le dice que la criatura se llama Dark Kahn y la mitad de su ADN está conformado por el de Shao Kahn. Raiden deduce que al atacar a Kahn fue enviado a otro universo (el Universo de DC) y sus nativos le brindaron energía y poder para transformarlo en ese monstruo por lo que envía a sus más poderosos guerreros y a los de Quan Chi para enfrentar a Dark Kahn y vencer a los invasores. Todos son teletransportados a un lugar llamado Apokolopsis, aquí se libra una batalla ente los guerreros de Raiden y los del invasor Superman. Al final todos fueron derrotados menos Raiden y Shang Tsung el primero se da cuenta de que todos fueron derrotados y decide ir a enfrentar a Kahn sin embargo, al llegar con este último se encuentra con Superman, con el que tiene una dura batalla.
Al final ninguno logró ser derrotado y Dark Kahn aparece para vencerlos de una vez por todas, pero Superman lo ataca dando a Raiden a entender que no es un enemigo sino un aliado por lo que unen fuerzas para derrotar a Kahn, cuando logran vencerle los universos se separan y todo vuelve a ser normal, sin embargo el ser Darkseid intenta atacarlos peor debido a que está muy débil no lo logra, Raiden decide llevarlo con los jueces antiguos para que sea juzgado. En el epílogo se puede ver a Darkseid encarcelado de por vida en NetherRealm.

### DC Universe
Lex Luthor hace un acuerdo con Darkseid para destruir a Superman, sin embargo son derrotados, posteriormente Darkseid intenta huir en un portal por lo que Superman lo ataca con su visión de calor, esto provoca que el portal colapse y Darkseid aparentemente muera, realmente fue enviado a otra dimensión donde se fusiona con un ser llamado Shao Kahn.
Flash va de ciudad en ciudad enfrentando criminales aunque al llegar a Gotham empieza a sentir enormes sentimientos de ira. Incluso estuvo a punto de encarcelar a un invasor llamado Kano, Batman se da cuenta de esto y enfrenta a Flash derrotándolo. Batman lo lleva a la Baticueva y sabiendo que su amigo no sería capaz de atacarlo analiza su sangre y se da cuenta de que está infectada de un ser extraterrestre, posteriormente Flash desaparece y en su lugar llega Scorpion. Tras derrotarlo, Batman intenta llevarlo al cuartel de la Liga de la Justicia pero es atacado por el Joker y un hombre llamado Liu Kang, durante estos combates Scorpion desaparece pero se da cuenta de que Kang posee las mismas características de Scorpion llevándolo al cuartel, sin embargo, un ser extraterrestre llamado Raiden llega a rescatarlo.
Mientras tanto Wonder Woman se da cuenta de que la Tierra se está fusionando con otro planeta y que Superman se encontraba desaparecido, ella decide ir a buscar a su amigo y da con un ser llamado Sub-Zero, tras derrotarlo lo lleva al cuartel de la liga de la justicia donde su compañero Linterna Verde se enfrenta a una serie de invasores. El Capitán Marvel se dirige con su maestro para descubrir la causa de la fusión de los planetas, este le dice que una criatura de nombre Dark Kahn es el causante y su existencia destruye todos los universos, sin embargo, el Capitán es secuestrado por Shang Tsung quien intenta quedarse con su poder él lo derrota por lo que sus ayudantes (Baraka y Scorpion) le atacan, aunque no son rivales para el Capitán después de esto aparece en Metrópolis donde Lex Luthor, el Joker, Deathtsroke y Catwoman le proponen una tregua para salvar los universos; Lex envía al Joker y a Deathstroke a buscar un artefacto que los teletransporte al otro universo y así buscar un artefacto que los lleve con Dark Kahn.
Durante la búsqueda el Joker es capaz de derrotar a dos invasores de nombre Kano y Sonya Blade, tras esto Deathtsroke encuentra un teletransportador en la muñeca de Sonya aunque el Joker le ataca debido a un ataque de ira, al darse cuenta de que es capaz de derrota a cualquiera reta a Batman a una pelea donde por primera vez el Joker vence, tras la pelea Batman se levanta y lo noquea.
Deathstroke le lleva el teletransportador a Lex, y este junto a Catwoman va al otro universo. Ahí encuentran un enorme portal que los podría llevar con el ser Dark Kahn, todos los héroes y villanos se deciden ir a enfrentar a Kahn y a los invasores, posteriormente llegan a Apokolips donde también están los invasores, en ese momento se libra una enorme batalla donde solo siguen en pie Batman y Superman, el segundo se encuentra controlado por Kahn pero Batman lo hace entrar en razón, finalmente Superman va a enfrentar a Dark Kahn pero se topa con el ser Raiden; tras esto ambos guerreros se enfrentan.
Al final ninguno logró ser derrotado y Dark Kahn aparece para derrotarlos de una vez por todas, pero Superman lo ataca dando a Raiden a entender que no es un enemigo sino un aliado por lo que unen fuerzas para derrotar a Kahn; cuando Dark Kahn es destruido todo vuelve a la normalidad, aunque Shao Kahn aparece en el lugar para derrotarlos, debido a que está muy débil no logra cumplir su propósito. En el epílogo se puede ver a Shao Kahn confinado en la Zona Fantasma.

## Personajes
Según varias entrevistas, los personajes fueron elegidos por su popularidad y si era posible que se adaptarán al juego. Ed Boon ha dicho que algunas de las habilidades de los personajes, en especial las de Mortal Kombat fueron cambiadas, ya que tenían un tono muy maduro y que no iba a ser posible que se adaptará bien con los personajes de DC. También mencionó que Superman no solo era vulnerable a la Kryptonita sino también a la magia. Boon reveló en la mañana del 7 de julio de 2009, a través de Twitter que dos que los personajes, Quan Chi de Mortal Kombat y Harley Quinn de DC Comics iban a estar presentes en el juego, pero esto fue descartado. Él también había insinuado anteriormente que Cyrax, Killer Croc, Nightwing, Reptile, Kung Lao, y Doomsday iban a ser personajes descargables.
| Personajes jugables | Personajes jugables |
| ------------------- | ------------------- |
| Mortal Kombat       | Universo DC         |
| Baraka              | Batman              |
| Jax                 | Capitán Marvel      |
| Kano                | Catwoman            |
| Kitana              | Darkseid*           |
| Liu Kang            | Deathstroke         |
| Raiden              | Flash               |
| Scorpion            | Linterna Verde      |
| Shang Tsung         | The Joker           |
| Shao Kahn*          | Lex Luthor          |
| Sonya Blade         | Superman            |
| Sub-Zero            | Wonder Woman        |

Nota: Quan Chi aparece pero no es jugable
*Subjefes. Deben ser desbloqueados

## Desarrollo
En febrero de 2007, Midway Games reveló que estaban desarrollando un nuevo juego de Mortal Kombat, según la empresa querían que tuviera el mismo motor que Gears of War. «Mortal Kombat 8 va ser oscuro, serio y tendrá algo que le dará un nuevo tono a la serie». En un principio querían hacer un crossover con Street Fighter, pero se dice que Capcom no estuvo de acuerdo en prestar a sus personajes, en algún momento durante la planificación DC Comics hizo un acuerdo con Midway para que usaran a sus superhéroes en el juego, lo que condujo al desarrollo de un juego muy diferente a lo que estaba previsto. En abril de 2008 se presentó anunció que «Mortal Kombat iba a combatir con unos enemigos muy diferentes a ellos», posteriormente se presentó un pequeño avance que mostraba a Sub-Zero combatiendo con Batman. Lo único del proyecto original que se mantuvo fue el uso del Unreal Engine 3.
Mortal Kombat vs. DC Universe fue co-publicado por Midway Games y Warner Bros. Interactive Entertainment y fue el último juego de MK desarrollado por Midway ya que fue comprada por Warner Bros tras entrar en bancarrota. De acuerdo con Maurice Patel, gerente de la industria AutoDesk, se basaron en parte de su software para desarrollar el juego.
Midway pudo usar a los personajes de DC mediante una licencia, sin embargo Warner Bros especificó que para permitirle usar a sus personajes debían reducir la cantidad de sangre; Por ello el juego fue calificado para adolescentes y no para mayores de 17 años como otros títulos. Por lo tanto, ciertos movimientos, tales como Rip-Column Sub-Zero que estuvo presente en títulos anteriores fue remplazado debido a su naturaleza violenta. Con el fin de mantener esa clasificación, los fatalities del Guasón y Deathstroke fueron censurados, ya que estos personajes le dan un tiro en la cabeza al rival, y para no verse tan violento la cámara se mueve y no permite ver como le vuelan la cabeza al rival, la versión del Reino Unido presenta los Fatalities sin censura. Además ciertos movimientos de Baraka y Kitana fueron cambiados ya que eran demasiado violentos.

### Lanzamiento
Para el lanzamiento de Mortal Kombat vs DC Universe se creó una edición de lujo llamada The Kollector Edition, donde se incluyó un cómic de 16 páginas que fue ilustrado por uno de los co-creadores de Mortal Kombat John Tobias.
Varios paquetes de contenido descargable, fueron confirmados por Major Nelson, pero se cancelaron debido a problemas financieros con Midway. Ed Boon declaró que quería que el juego se fuera `actualizando´ con contenido descargable hasta la próxima entrega de MK: «Me hubiera gustado haberle dado un regalo de Navidad a la gente, con DLC».

## Recepción
Mortal Kombat vs. DC Universe recibió críticas generalmente positivas. Adam Sessler de X-Play escribió: «Tal vez se trata de una respuesta a la serie de videojuegos Marvel vs. Capcom, en donde se unen dos universos totalmente diferentes, creía que Mortal Kombat vs DC Universe estaba destinado a formar parte de todo tipo de lista sobre cosas extrañas. Sin embargo me di cuenta de que dos cosas totalmente diferentes podían combinarse y dar como resultado algo grandioso». En GamePro, Sid Shuman lo llamó «sorprendentemente agradable». Wired.com afirmó que el concepto del juego era «algo ridículo», como el hecho de que Superman podía derrotar fácilmente a cualquier personaje, pero Sub Zero puede derrotarlo en ocho segundos.
ABC News elogió la historia del juego afirmando que lo hizo un gran trabajo de dar a los jugadores una hora de entretenimiento, que no era atractivo pero si respetable». También alabó el diálogo. El modo Desafío Kombo fue duramente criticado, ya que no solamente se debían realizar combos frustrantes, sino que debían tener una precisión exacta. Los minijuegos de Klose Kombat y Free-Fall Kombat fueron muy aceptados y elogiados, sin embargo se criticó mucho su ejecución, ya que parecía alentaba el combate. A diferencia de entregas anteriores donde se utilizaban grandes cantidades de efectos sangrientos esta no utiliza nada de sangre.
La Academia Americana de Psiquiatría Infantil y del Adolescente aprobó a MK vs DC debido a que se desvió de temáticas anteriores, que habían sido clasificados para mayores de 17 años de edad. También agregó que: «fue un juego simple, con gráficos familiares, pero aún no era recomendable para niños. En 2008, GamePro, lo ubicó como el 15º mejor juego de lucha.
Midway Games anunció que a partir del 26 de enero de 2009, Mortal Kombat vs DC Universe había logrado vender 1,8 millones de copias desde su lanzamiento a mediados de noviembre de 2008, eso sin incluir la versión Kollector. El director de operaciones de GameStop dijo que la Kollector Edition de MK vs DC formaba un 55% de las ventas totales del videojuego original. Un informe de Rentrak dice que Mk vs. DC fue el sexto videojuego más vendido durante el 2009.